# 大岡村 (宮城県)
大岡村（おおおかむら）は、昭和29年（1954年）まで宮城県栗原郡の北東部にあった村。現在の栗原市若柳のうち大林・福岡を冠する各字にあたる。

## 地理
- 河川：迫川

## 沿革
- 明治8年（1875年）10月17日 - 水沢県による村落統合にともない、大林村と福岡村が合併して大岡村が成立。
- 明治22年（1889年）4月1日 - 町村制施行にともない、大岡村単独で村制施行。
- 昭和29年（1954年）12月1日 - 若柳町・有賀村・畑岡村と合併し、新制の若柳町となる。

## 行政
- 歴代村長

| 代 | 氏名         | 就任                       | 退任                       | 備考 |
| -- | ------------ | -------------------------- | -------------------------- | ---- |
| 1  | 佐々木嘉平   | 明治26年（1893年）4月21日  | 明治33年（1900年）6月29日  |      |
| 2  | 加藤清三郎   | 明治33年（1900年）7月3日   | 明治35年（1902年）11月12日 |      |
| 3  | 小野寺卯太郎 | 明治35年（1902年）12月6日  | 明治40年（1907年）2月28日  |      |
| 4  | 加藤辰蔵     | 明治40年（1907年）3月16日  | 明治40年（1907年）12月23日 |      |
| 5  | 小野寺卯太郎 | 明治41年（1908年）2月7日   | 明治43年（1910年）4月27日  | 再任 |
| 6  | 加藤清三郎   | 明治43年（1910年）8月12日  | 大正3年（1914年）8月11日   | 再任 |
| 7  | 二階堂清太郎 | 大正3年（1914年）8月28日   | 大正11年（1922年）11月12日 |      |
| 8  | 千田敬一     | 大正12年（1923年）1月8日   | 昭和9年（1934年）8月14日   |      |
| 9  | 鹿野利太郎   | 昭和9年（1934年）8月18日   | 昭和13年（1938年）8月17日  |      |
| 10 | 菅原健治     | 昭和13年（1938年）10月29日 | 昭和17年（1942年）10月28日 |      |
| 11 | 鹿野利太郎   | 昭和17年（1942年）11月27日 | 昭和21年（1946年）11月26日 | 再任 |
| 12 | 三浦正吉     | 昭和22年（1947年）4月7日   | 昭和23年（1948年）10月24日 |      |
| 13 | 鹿野運吉     | 昭和23年（1948年）12月10日 | 昭和27年（1952年）12月9日  |      |
| 14 | 小泉清志     | 昭和27年（1952年）12月10日 | 昭和29年（1954年）11月30日 |      |

## 交通

### 鉄道
- 栗原鉄道：谷地畑駅 - 大岡駅